# Marek Kotlinowski
Marek Bolesław Kotlinowski, né le 13 mai 1956 à Gorlice, est un avocat et homme politique polonais. Il a été élu au Parlement national Polonais (où il exerce la fonction de vice-maréchal) le 25 septembre 2005, réunissant 9 421 votes à Cracovie. Il est membre du parti politique Ligue des familles polonaises. Depuis novembre 2006, il est juge au Tribunal Constitutionnel de Pologne.